# Бертон, Анри Монтан
Анри Монтан Бертон (фр. Henri Montan Berton; 17 сентября 1767, Париж, — 22 апреля 1844, там же) — французский композитор, музыкальный теоретик. Член Института Франции (1815).

## Биография
Анри Монтан Бертон — сын и ученик дирижёра и композитора Пьера Монтана Бертона. Отец Шарля Франсуа.
Его внук – драматург и актёр Пьер Бертон.
В дальнейшем учился игре на скрипке у Жана-Батиста Рея, как композитор совершенствовался под руководством Антонио Саккини. С 1782 года играл на скрипке в оркестре Гранд-Опера.
Дебютировал в 1784 году оперой «Первый мореход» (фр. Le Premier navigateur) и в дальнейшем был известен прежде всего как оперный композитор. Наибольший успех выпал на долю оперы «Ужасы монастыря» (фр. Les Rigueurs du cloître; 1790), положившей начало характерному оперному жанру рубежа XVIII—XIX веков — «опере спасения». Среди 48 опер Бертона выделяются также «Монтано и Стефания» (фр. Montano et Stéphanie; 1799), поставленная впервые в США «Алина, королева Голконды» (фр. Aline reine de Golconde; 1803) и «Франсуаза де Фуа» (фр. Françoise de Foix; 1809, на сюжет из жизни полуофициальной любовницы короля Франциска I). Кроме того, Бертону принадлежит ряд переделок, выполненных для парижской оперной сцены, — в частности, обработка оперы Вольфганга Амадея Моцарта «Так поступают все» (1813). В 1810—1815 годах Бертон руководил хором Парижской оперы.
Помимо оперного творчества Бертон писал духовную музыку, а в период Великой французской революции патриотические гимны и марши. Он был профессором гармонии в Парижской консерватории со дня её основания в 1795 году, а в 1817 году занял освободившуюся после смерти Этьенна Меюля кафедру композиции. Бертону принадлежит ряд трудов по гармонии, а также памфлет «О музыке механической и музыке философической» (фр. De la musique mécanique et de la musique philosophique; 1826), направленный против набиравшего во Франции известность Джоакино Россини.
Анри Монтан Бертон скончался 22 апреля 1844 года в родном городе.

## Произведения
Балеты
- «Блудный сын» — хореография Пьера Гарделя, премьера состоялась 22 (28) апреля 1812 года в театре на улице Ришельё.